# Ситники (Нижегородская область)
Си́тники — сельский посёлок в городском округе Бор Нижегородской области России. Административный центр административно-территориального образования Ситниковского сельсовета.

## География
Расположен в 5 км от железнодорожной станции Киселиха (на линии Нижний Новгород — Котельнич) и в 14 км к северу от города Бор.
Примерно в километре от посёлка проходит автомобильная дорога регионального значения «Нижний Новгород — Киров» (трасса Р159).

## История
Основан в 1946 году как рабочий посёлок. В 2004 году преобразован из посёлка городского типа в сельский населённый пункт.
Основной вид промышленности в советское время — добыча торфа, а также обслуживание ветки узкоколейной дороги, обслуживавшей в том числе торфяники. В настоящее время торфобрикетный завод в руинах, узкоколейная дорога разобрана, на бывших карьерах проведена рекультивация в водно-болотные угодья.

## Население
| 2002 | 2010  |
| ---- | ----- |
| 1344 | ↗1401 |

## Инфраструктура
В посёлке имеются амбулатория, общеобразовательная школа № 15, детский сад «Звёздочка», Ситниковский дом культуры.
В конце 2012 г. в посёлке организовано водоснабжение от водозабора «Ивановский кордон» (артезианская скважина, глубина примерно 30 м).
В 2023 Были пожары по всем угодьям их источниками стали торфяные залежи, а так же незаконное использование костров и отсутвия контроля за ними.

## Орнитологический заказник

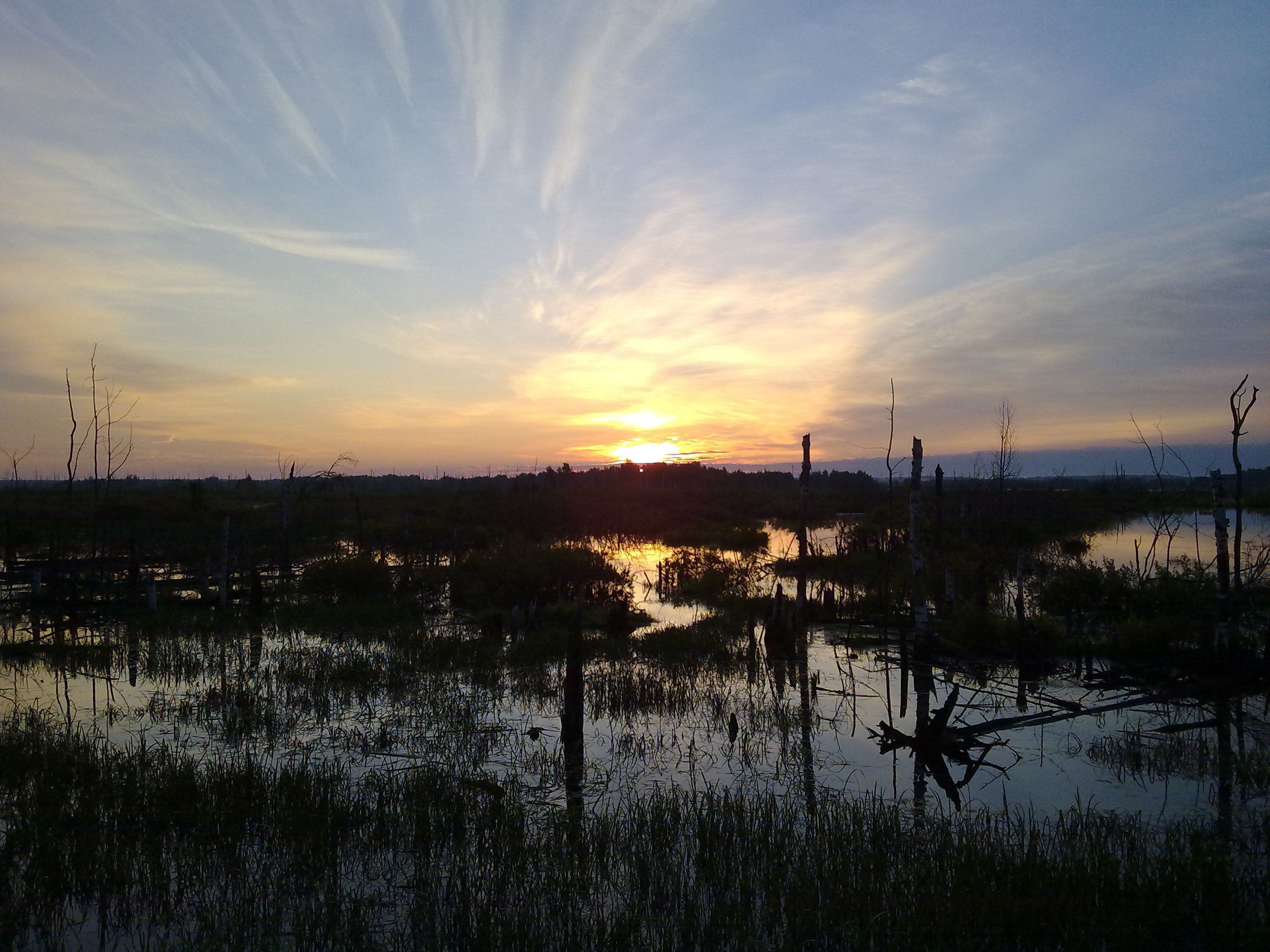
Рассвет в Ситниковском орнитологическом заказнике, неподалёку от места выхода реки Везлома

На территории сельсовета находится Ситниковский орнитологический заказник площадью 2,1 тыс. га. Заказник расположен в 8 км к северу от города Бор и включает в себя систему Ситниковских торфяных карьеров. Он создан для охраны крупнейшего в континентальной Европе поселения чайковых птиц: озёрных чаек, сизых чаек, серебристых чаек, речных крачек, а также охотничьих и редких видов водоплавающих и околоводных птиц.